# Courtland (Minnesota)
Pour les articles homonymes, voir Courtland.
Courtland est une ville américaine située dans le Comté de Nicollet, dans le Minnesota. Selon le recensement de 2010, sa population est de 611 habitants.